# Oryzomyini
Oryzomyini — триба мишоподібних гризунів родини Хом'якові (Cricetidae). Вона містить близько 120 видів, що мешкають на Американському континенті від США до Патагонії. Представники триби схожі на наших мишей або пацюків, але більш спеціалізовані. Розміри тіла в межах 6,5- 25 см завдовжки, вага — від 10 до 300 г в залежності від виду.

## Класифікація
Триба містить наступні роди:
- Aegialomys
- †Agathaeromys
- Amphinectomys
- †Carletonomys
- Cerradomys
- Drymoreomys
- †"Ekbletomys"
- Eremoryzomys
- Euryoryzomys
- Handleyomys
- Holochilus
- Hylaeamys
- Lundomys
- †Megalomys
- Melanomys
- Microakodontomys
- Microryzomys
- Mindomys
- Neacomys
- Nectomys
- Nephelomys
- Nesoryzomys
- †Noronhomys
- Oecomys
- Oligoryzomys
- Oreoryzomys
- Oryzomys
- †Pennatomys
- Pseudoryzomys
- †Reigomys
- Scolomys
- Sigmodontomys
- Sooretamys
- Transandinomys
- Zygodontomys